# Casa Calderón Ugarte
La Casa Calderón Ugarte es una casona colonial ubicada en la calle Procuradores en el centro histórico del Cusco, Perú.
Durante el incanato, el sector en el que se encuentra este inmueble fue parte de importantes canchas en el barrio de las escuelas. El terreno donde se levante el inmeble correspondía al Qasana que fue palacio del Inca Pachacútec y residencia del linaje real Inka Pañaka Ayllu. Tras la fundación española de la ciudad, durante la repartición de solares, Francisco Pizarro escogió para sí este emplazamiento. Entre sus primeros ocupantes están Diego de Vargas Carvajal, Alfonso de Mesa (1558), Juan de Castañeda (1586), Alfonso de Carvajal (1600), Alfonso Rodríguez de Véndelo (1625), Bernardo Pérez del Campo y Alejo de Salas y Valdez (1627). En 1673 se arrienda a Pedro García Coloma, en 1771 a Pedro María Maza, en 1790 a Ignacio de Estevensoro. En 1808 José Mariano de Peralta es dueño y la arrienda a Isidro Figueroa. A partir del siglo XIX, durante la República el inmueble perteneció a Mariano Pacheco (1850), José Domingo Montesinos (1879), la familia Calderón (1881). En 1904 le pertenece a Serapio Calderón, quien llegó a ser presidente de la República del Perú ese mismo año. Actualmente los propietarios son descendientes del presidente Calderón.
Desde 1972 el inmueble forma parte de la Zona Monumental del Cusco declarada como Monumento Histórico del Perú. Asimismo, en 1983 al ser parte del casco histórico de la ciudad del Cusco, forma parte de la zona central declarada por la UNESCO como Patrimonio Cultural de la Humanidad.
La Casa Calderón Ugarte corresponde a la típica casa solariega con influencia andaluza, también presenta elementos moriscos como son los balcones para mirar a la calle sin ser visto, el zaguán como zona de transición entre la vida familiar y la calle, la presencia de un chiflón entre los dos patios y la techumbre de teja. Su configuración espacial interior está formada por un patio central alrededor del cual se disponen cuatro crujías de dos niveles, característica típica de las construcciones coloniales lo cual denota la marcada influencia mudéjar. Existen evidencias del segundo patio del inmueble el cual ha sido fragmentado por las continuas subdivisiones de los lotes que se sucedieron.
La edificación fue construida con materiales tradicionales de la época colonial. La fachada presenta una portada ubicada hacia el lado izquierdo con dintel monolítico de piedra. Tiene una puerta original de madera ne el segundo piso y en la fachada se pueden apreciar cuatro balcones a plomo de muro con antepecho de balaustradas y puertas de factura contemporánea.